# 449 (numero)
Quattrocentoquarantanove (449) è il numero naturale dopo il 448 e prima del 450.

## Proprietà matematiche
- È un numero dispari.
- È un numero difettivo.
- È l'87º numero primo, dopo il 443 e prima del 457.
  - È un numero primo di Eisenstein.
  - È un numero primo di Chen.
- È un numero intero privo di quadrati.
- È un numero di Proth.
- È un numero malvagio.
- È un numero palindromo e un numero ondulante nel sistema numerico esadecimale.
- È parte delle terne pitagoriche (280, 351, 449), (449, 100800, 100801).

## Astronomia
- 449P/Leonard è una cometa periodica del sistema solare.
- 449 Hamburga è un asteroide della fascia principale del sistema solare.
- NGC 449 è una galassia spirale della costellazione dei Pesci.

## Astronautica
- Cosmos 449 è un satellite artificiale russo.

## Altri ambiti
- Bundesstraße 449 è una strada federale dell'Assia, in Germania.
- Route nationale 449 è una strada statale della Francia (dipartimento di Seine-et-Oise - Essonne -Loiret).
- Sekundærrute 449 è una strada della Danimarca meridionale.